# Eulipoa wallacei
Il megapodio delle Molucche, megapodio di Wallace o maleo delle Molucche (Eulipoa wallacei (G.R.Gray, 1861)) è un uccello galliforme della famiglia Megapodiidae, endemico delle isole Molucche. È l'unica specie nota del genere Eulipoa .

## Descrizione
È un megapodio lungo circa 30 cm, con piumaggio prevalentemente bruno-grigiastro, ad eccezione delle penne copritrici che sono di colore rosso scuro con striature biancastre. Le parti inferiori sono bianco-grigiastre. Il becco è grigiastro e le zampe, robuste, sono di colore verde oliva.

## Biologia
Al pari degli altri megapodidi questa specie non cova le proprie uova ma le seppellisce nel terreno, spesso in siti di nidificazione comuni, principalmente su spiagge sabbiose irradiate dal sole.

## Distribuzione e habitat
La specie è presente sulle isole di Buru, Seram, Haruku, Ambon, Bacan, Halmahera, Ternate e Misool (Indonesia).
Il suo habitat tipico è la foresta pluviale, dal livello del mare sino a 2.000 m di altitudine.

## Conservazione
La IUCN Red List classifica Eulipoa wallacei come specie vulnerabile.